# Fantasy-Themeanalys
Fantasy-themeanalys är en retorisk analysmetod som används för att undersöka hur grupper dramatiserar en händelse, och hur denna dramatisering skapar en särskild typ av myter som påverkar gruppens tänkande och handlande
Den är skapad av Ernest G. Bormann från University of Minnesota och metoden utgör den praktiska analysdelen av hans symboliska konvergensteori. Det är en induktiv analysmetod som är en del av grundad teori.

## Symbolisk konvergensteori
Symbolisk konvergensteori baseras på det poststrukturalistiska antagandet att kommunikation skapar verkligheten och att det vi uppfattar som verkligt förändras om symbolerna som används för att beskriva verkligheten förändras. Symbolisk konvergensteori baseras även på antagandet att kommunikationen inte bara skapar en verklighet för individer utan att två eller flera individers individuella verkligheter kan konvergera och skapa en gemensam verklighet, ett konsensus kring hur världen ska uppfattas. Denna samstämmighet är det Bormann kallar symbolisk konvergens.
Termen fantasy-theme handlar om hur samstämmigheten kommuniceras och den benämner den narrativa konstruktion som beskriver en grupps erfarenheter och hjälper dem förstå denna erfarenhet. Ordet fantasy (fantasi) används inte här som motsats till verklighet utan i betydelsen kreativ och fantasifull tolkning av en händelse och ordet används för att belysa fantasy-themets konstruerade natur.

## Fantasy-theme
Ett fantasy-theme är ett ord, en mening eller ett påstående som beskriver händelser som är separat från gruppen i tid och/eller rum: som tolkar tidigare händelser, föreställer sig framtida händelser eller skildrar samtida händelser utanför gruppen. Ett fantasy-theme gör att händelser kan insorteras i en tydlig ordning där aktörer, handlingar och scen utgör en begriplig helhet. Det finns tre typer av fantasy-themes: setting themes, character themes och action themes (även kallad plotline).

## Centrala begrepp
Förutom fantasy-theme finns även andra centrala begrepp inom fantasy-themeanalys.
Chaining – när ett fantasy-theme från en liten grupp får resonans hos en större grupp, t.ex. via media, och på så sätt kopplas ihop med andra fantasy-themes.
Fantasy Type – paraplyterm för ett kluster av återkommande och relaterade fantasy-themes.
Retorisk vision – det sammanhängande drama som utgörs av artefaktens fantasy-types som tillsammans belyser gruppens gemensamma verklighetskonstruktion.

## Analyssteg
Fantasy-themeanalysen utförs i fyra steg:
1. Välja en artefakt
2. Analysera artefakten. Detta görs genom att först koda artefakten för de tre typerna av fantasy-themes (setting, character, action) och att sedan konstruera en retorisk vision utifrån de fantasy-themes som upptäckts i artefakten
3. Formulera forskningfrågan
4. Skriva artikeln/uppsatsen[7]